# Eugen Lunde
Pour les articles homonymes, voir Lunde.
Eugen Peder Lunde, né le 18 mai 1887 à Oslo et mort le 17 juin 1963 dans la même ville, est un skipper norvégien. 
Il remporte la médaille d'or aux Jeux olympiques d'été de 1924 sur le voilier Elizabeth V, en classe 6 Metre.
Il fait partie d'une grande famille de skippers ; il est le père de Peder Lunde (vice-champion olympique en 1952), le beau-père de Vibeke Lunde (vice-championne olympique en 1952) et le grand-père de Peder Lunde, Jr. (champion olympique en 1960 et vice-champion olympique en 1968).